# Mauro Aparecido dos Santos
Mauro Aparecido dos Santos (ur. 9 listopada 1954 w Fartura, zm. 11 marca 2021 w Cascavel) – brazylijski duchowny katolicki, arcybiskup Cascavel od 2007 do swojej śmierci w 2021.

## Życiorys
13 maja 1984 otrzymał święcenia kapłańskie i został inkardynowany do diecezji Jacarezinho. Pracował głównie jako nauczyciel i wykładowca miejscowych seminariów diecezjalnych. W latach 1985–1988 pełnił funkcję wicerektora, zaś w latach 1988–1992 rektorem wyższego seminarium. Był także wikariuszem generalnym diecezji.
27 maja 1998 został mianowany biskupem koadiutorem diecezji Campo Mourão. Sakry biskupiej udzielił mu 14 sierpnia 1998 ówczesny biskup Jacarezinho – Conrado Walter. 21 lutego 1999 objął pełnię rządów w diecezji.
31 października 2007 papież Benedykt XVI mianował go ordynariuszem archidiecezji Cascavel.
Zmarł 11 marca 2021 na COVID-19.